# DT-75

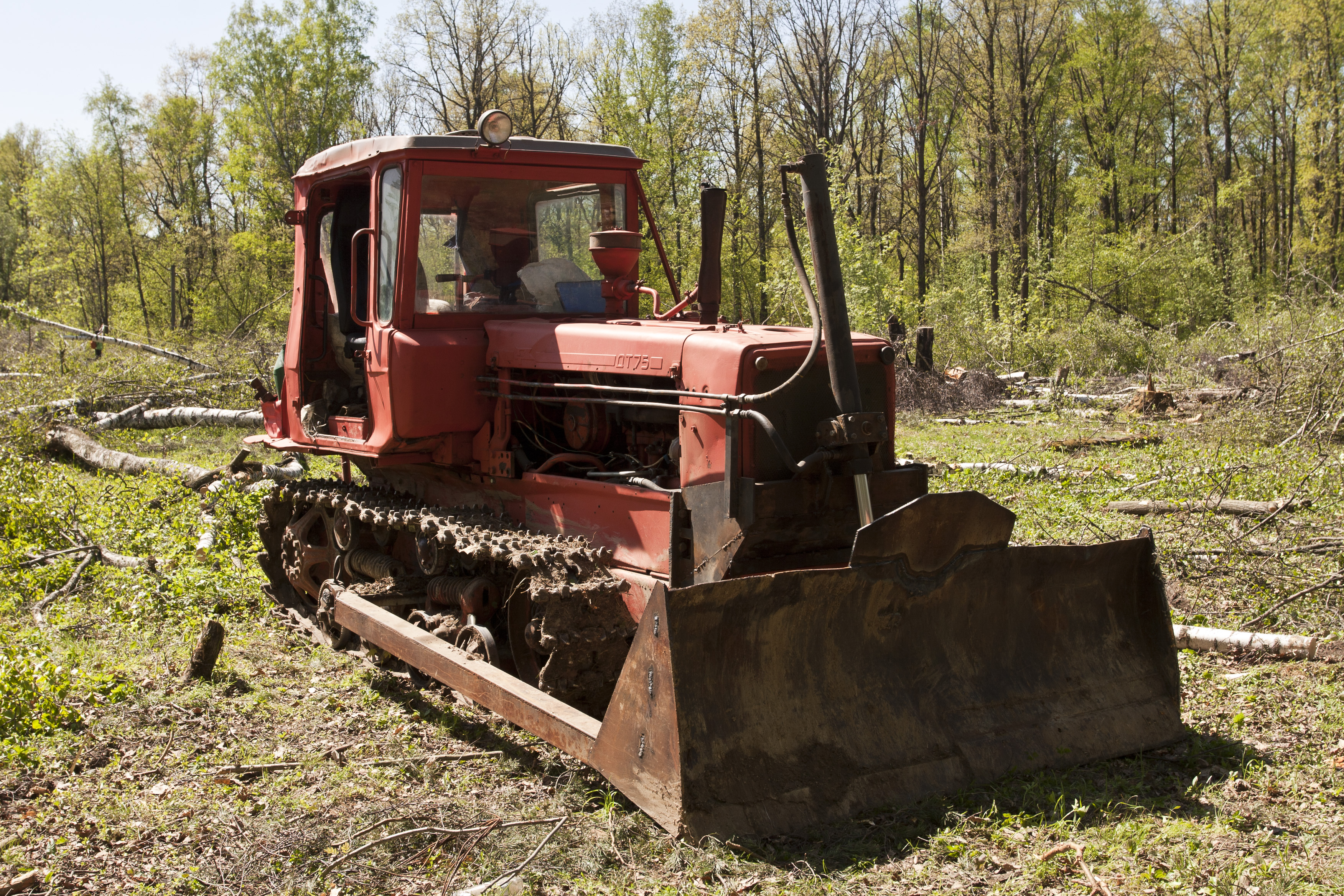
DT-75

DT-75(러시아어: ДТ-75)는 1963년 소련의 러시아 볼고그라드 트랙터 공장에서 제작된 트랙터이다. 일부 트랙터는 카자흐스탄 파블로다르 트랙터 공장에서 생산되었다. 소련과 러시아에서는 약 270만 대가 생산되었다.
기존의 트랙터와는 달리 단순성, 효율성, 유지 보수성이 뛰어나고 관리 비용이 낮다는 점에서 좋은 평판을 받았으며 여러 차례의 현대화 과정을 거쳤다.

## 사양
- 엔진: 4기통 디젤 엔진
- 인장력: 30 kN 미만
- 길이: 3,480 mm
- 폭: 1,890 mm
- 높이: 2,650 mm
- 휠 베이스: 1,612 mm
- 게이지: 1,330 mm
- 지상고: 376 mm
- 표준 타이어: 크롤러
- 최고 속도: 10.85 km/h
- 자체 무게: 5,750 kg
- 이전 모델: DT-54
- 후속 모델: AGRO MASH-90